# Flinsberg (Mainhardter Wald)
Der Flinsberg ist eine 535 m ü. NHN hohe bewaldete Erhebung im Mainhardter Wald, Naturraum Schwäbisch-Fränkische Waldberge, bei Oberrot, Landkreis Schwäbisch Hall, Baden-Württemberg.
Der Flinsberg besteht aus einer Nordwest- und einer Südost-Kuppe, die durch einen flachen Sattel verbunden sind. Auf der Südost-Kuppe liegen tonnenschwere Feuersteinblöcke. Auf der Nordwest-Kuppe treten dagegen nur kleine Feuersteinsplitter auf, sehr feinkörnige Sandsteine sind hier vorherrschend, die aufgrund ihres Fossilinhalts (Muscheln und Fischreste) in den Oberkeuper zu stellen sind.
Der geologische Unterschied der beiden Kuppen ist durch eine geologische Störung zu erklären, die Sprunghöhe der Verwerfung beträgt hier 30 Meter, ohne dass sie im Gelände zu erkennen wäre.
Die Feuersteine des Flinsbergs gleichen petrografisch völlig denjenigen des nördlich anschließenden Gebietes, wo sie jedoch im Bereich des Knollenmergels auftreten. Dies macht eine Herkunft der Feuersteine des Flinsbergs aus dem Knollenmergel wahrscheinlich, zumal im anstehenden Stubensandstein des Flinsbergs solche Feuersteine fehlen.
Die Feuersteine treten in unterschiedlichen Farben (weiß, hellblau, rot, honigfarben, braun und schwarz) auf. Petrografisch bestehen sie aus Mikro- oder Krypto-Quarz. Auch Chalcedon-Sphärolithe treten auf. Viele Feuersteine zeigen fossilierte Wurzelstrukturen. Gelegentlich kommen in den Feuersteinen Drusen vor, die mit kleinen Bergkristallen gefüllt sind.